# Tallende
Tallende ist eine französische Gemeinde mit 1.565 Einwohnern (Stand: 1. Januar 2022) im Département Puy-de-Dôme in der Region Auvergne-Rhône-Alpes. Sie gehört zum Arrondissement  Clermont-Ferrand und zum Kanton Les Martres-de-Veyre (bis 2015: Kanton Veyre-Monton).

## Geographie
Tallende liegt etwa 13 Kilometer südlich von Clermont-Ferrand am Veyre. Umgeben wird Tallende von den Nachbargemeinden Le Crest im Norden, Veyre-Monton im Osten und Nordosten, La Sauvetat im Südosten, Plauzat im Süden, Saint-Sandoux im Südwesten sowie Saint-Amant-Tallende im Westen.
Am Ostrand der Gemeinde führt die Autoroute A75 entlang.

## Bevölkerungsentwicklung
| Jahr                       | 1962 | 1968 | 1975 | 1982 | 1990 | 1999 | 2006 | 2013 |
| Einwohner                  | 468  | 478  | 515  | 616  | 970  | 1150 | 1478 | 1562 |
| Quellen: Cassini und INSEE |      |      |      |      |      |      |      |      |